# La macchina ammazzacattivi
La macchina ammazzacattivi is een Italiaanse filmkomedie uit 1952 onder regie van Roberto Rossellini.

## Verhaal
Een demon schenkt aan het toestel van een fotograaf de kracht om de aarde te bevrijden van boosdoeners. De fotograaf gebruikt zijn wapen al gauw tegen het hele dorp.

## Rolverdeling
| Acteur         | Personage             |
| -------------- | --------------------- |
| Gennaro Pisano | Celestino Esposito    |
| Marilyn Buferd | Amerikaans meisje     |
| William Tubbs  | Vader van het meisje  |
| Helen Tubbs    | Moeder van het meisje |
| Giovanni Amato | Burgemeester          |
| Clara Bindi    | Giulietta Del Bello   |
| Giacomo Furia  | Romano Cuccurullo     |